# Кадунц, Йоже
Йоже Йожевич «Ибар» Кадунц (словен. Jože Jožeta "Ibar" Kadunc; 27 апреля 1925, Добреполе — 16 октября 1944, Цикава-при-Гросупле) — югославский словенский партизан, участник Народно-освободительной войны, Народный герой Югославии.

## Краткая справка
Родился 27 апреля 1925 в Добреполе. Словенец по национальности. Деятельность до войны неизвестна. В партизанском движении с 1941 года. В Союзе коммунистической молодёжи Югославии с 1942 года, в Коммунистической партии Словении с 1943 года.
В партизанских рядах отличился 22 марта 1944, когда во время операции по подрыву железной дороги Гросупле—Шмаре спасал людей от нападения словенских коллаборационистов, заметивших взрыв. Одним из выживших был Людвик Сест, который в послевоенные годы рассказывал об этом.
Погиб в бою 16 октября 1944 в Цикаве-при-Гросупле. Похоронен спустя два года на кладбище героев в Гросупле. Посмертно награждён Орденом и званием Народного героя Югославии 13 сентября 1952.